# Pobzig
Pobzig este o comună în Saxonia-Anhalt, Germania